# Han Hedi
Han Hedi, född 79, död 106 e.Kr, var en kinesisk monark. Han var kejsare av Handynastin 88 - 106 e.Kr.